# Người Giẻ Triêng
Người Giẻ Triêng (Jeh-Taring) là một dân tộc cư trú chủ yếu tại miền trung Việt Nam và nam Lào. Theo Joshua Project tổng dân số năm 2019 là 75 ngàn người.
Tại Việt Nam người Giẻ Triêng là một trong số 54 dân tộc tại Việt Nam Họ có số dân là 63.322 người theo Điều tra dân số năm 2019 , sinh sống chủ yếu (trên 99,2%) tại vùng miền núi tỉnh tỉnh Kon Tum và Quảng Nam.
Tại Lào có chừng 13 ngàn người Jeh theo Joshua Project.
Người Giẻ Triêng nói 2 ngôn ngữ là tiếng Giẻ (Jeh) và tiếng Triêng (Tariang) cùng thuộc Ngữ chi Bahnar của ngữ hệ Nam Á.

## Các nhóm địa phương
Người Giẻ Triêng còn biết qua các tên: Đgiéh, Ta Reh, Giảng Rây, Pin, Triêng, Treng, Ta Liêng, Ve, La-Ve, Bnoong, Ca Tang. Các tộc người tại Lào gồm Katang, Talieng, Jeng, Brao, Laven.

### Người Bh'noong
Người Bh'noong nói tiếng Bh'noong sinh sống tại các xã thuộc huyện Phước Sơn và huyện Nam Giang tỉnh Quảng Nam. Theo thống kê, có khoảng 31,343 người (2003). Phước Sơn có hơn 14,600 người Bh'noong, chiếm 65% dân số. 

### Người Giẻ
Người Giẻ hay Jẻh sinh sống chủ yếu tại huyện Đăk Glei tỉnh Kon Tum. 

### Người Tà Riềng
Người Tà Riêng hay Triêng sống tại các xã miền Tây huyện Nam Giang như La Dêê, La Êê, Đắc Tôi và huyện Dak Chung của Lào giáp ranh biên giới thuộc tỉnh Sekong.

### Người Ve
Người Ve hay Laven sinh sống tại các xã huyện Nam Giang và Phước Sơn như Đắc Pring, Đắc Pre. Người Laven còn sinh sống tại tỉnh Attapeu, Lào.

## Dân số và địa bàn cư trú
Theo Tổng điều tra dân số và nhà ở năm 2009, người Giẻ Triêng ở Việt Nam có dân số 50.962 người, cư trú tại 29 trên tổng số 63 tỉnh, thành phố. Người Giẻ Triêng cư trú tập trung tại các tỉnh: 
Kon Tum (32.644 người, chiếm 62,1% tổng số người Giẻ Triêng tại Việt Nam), 
Quảng Nam (19.007 người, chiếm 37,3% tổng số người Giẻ Triêng tại Việt Nam), ngoài ra còn có tại Đắk Lắk (78 người) và một số ít ở các tỉnh khác.

## Đặc điểm kinh tế
Người Giẻ Triêng sống chủ yếu bằng nghề làm rẫy. Ngoài ra họ còn săn bắn, đánh cá, hái lượm các loại rau rừng, hoa quả, nấm... làm thức ăn hàng ngày. Người Giẻ Triêng còn nuôi trâu, bò, lợn, gà nhưng chủ yếu chỉ dùng vào lễ hiến sinh.

## Họ tên
Mỗi người Giẻ Triêng (trừ nhóm Bnoong) đều có họ kèm theo tên, nhưng họ của đàn ông khác với họ của đàn bà. Mỗi họ đều có việc kiêng kỵ, một truyện cổ giải thích về tên họ và điều kiêng kỵ đó. Xưa kia, con trai theo họ

## Hôn nhân gia đình
Theo tục lệ cũ, con trai khoảng 10 tuổi bắt đầu ngủ đêm tại nhà rông, khoảng 13-15 tuổi thì cà răng và sau đó vài ba năm sẽ lấy vợ. Con gái chủ động trong việc hôn nhân của mình và sự lựa chọn của con cái được cha mẹ tôn trọng. Trước khi lập gia đình, con trai phải biết đan lát, biết tấu chiêng cồng, các cô gái phải thạo đan chiếu, dệt vải (ở những vùng có nghề dệt). Cô gái phải chuẩn bị đủ 100 bó củi đẹp để nộp cho nhà trai trong lễ cưới. Sau đám cưới, đôi vợ chồng trẻ phải sống và luân phiên chuyển nhà từ nhà cha mẹ vợ sang nhà cha mẹ chồng, và ngược lại cứ ba đến bốn năm một lần, cho đến khi cha mẹ một bên qua đời mới định cư một chỗ.

## Ma chay
Người Giẻ Triêng khi chết được chôn trong quan tài độc mộc, có đẽo tượng đầu trâu, huyệt đào rất nông, đưa đám tang chỉ có vài người nhà và sau một thời gian thì làm lễ bỏ mả để đoạn tang.

## Nhà cửa
Người Giẻ Triêng ở nhà sàn dài, nhiều nơi làm mái đầu hồi uốn khum hình mu rùa. Thường thì các nhà trong làng được xếp thành hình tròn xung quanh nhà rông. Khác với nhà rông của một số dân tộc khác, nhà sàn Giẻ Triêng được hành lang chạy dọc chia đôi: một nửa dành cho nam giới, nửa kia dành cho phụ nữ.
Hiện nay, người Giẻ Triêng ở Kon Tum làm nhà sàn ngắn và vài hộ gia đình cùng chung sống với nhau. Những nhà này cũng có những đặc trưng đáng quan tâm: nhà sàn mái hình mai rùa, hai đầu đốc được trang trí bằng hai sừng trâu. 

## Trang phục
Nam giới để tóc ngắn hoặc đội khăn chàm theo lối chữ nhất trên đầu. Thân ở trần hoặc mặc tấm áo, khoác ngoài chéo qua vai, màu chàm có các sọc trang trí. Họ mang khố khổ hẹp, dài không có tua, thân và các mép khố được viền và trang trí hoa văn ở hai đầu trên nền chàm. Nam cũng đeo vòng cổ, vòng ngoài khố mang chuỗi hạt vòng. Trong các dịp tết lễ, họ mang thêm tấm choàng rộng màu chàm, có các sắc màu trang trí phủ kín thân.
Phụ nữ Giẻ Triêng để tóc dài, quấn sau gáy. Họ không mặc áo mà mang loại váy dài, cao sát nách. Đây là loại váy ống tương đối dài rộng. Đầu váy, giữa thân và gấu váy được trang trí các sọc hoa văn màu đỏ trên nền chàm. Lối mặc có tính chất vừa váy, vừa áo này là một đặc điểm rất khác biệt của phụ nữ Gié Triêng, ít gặp ở các dân tộc khác từ Bắc vào Nam.  Đây cũng là một lý do trang phục Giẻ Triêng được chọn vào "Làng văn hóa các dân tộc". Lối mặc váy, đặc biệt là quấn mép ra trước giữa thân, đầu váy còn thừa (váy loại này thường dài - cao gấp rưỡi váy bình thường), lộn ngược ra phía trước hoặc quấn thành nhiều nếp gấp ra xung quanh trông như một chiếc áo ngắn. Phụ nữ còn mang vòng tay vòng cổ.
Trang phục Giẻ Triêng là đặc điểm riêng, cùng với một số dân tộc khu vực Trường Sơn - Tây Nguyên có giá trị quan trọng cho việc nghiên cứu lịch sử trang phục ở Việt Nam.